# Dașkivți, Litîn
Dașkivți (în ucraineană Дашківці) este localitatea de reședință a comunei Dașkivți din raionul Litîn, regiunea Vinnița, Ucraina.

## Demografie
Componența lingvistică a localității Dașkivți
     Ucraineană (98,42%)
     Rusă (1,22%)
     Alte limbi (0,05%)
Conform recensământului din 2001, majoritatea populației localității Dașkivți era vorbitoare de ucraineană (98,42%), existând în minoritate și vorbitori de rusă (1,22%).